# Stiromesostenus sepicanus
Stiromesostenus sepicanus är en stekelart som först beskrevs av Embrik Strand 1911.  Stiromesostenus sepicanus ingår i släktet Stiromesostenus och familjen brokparasitsteklar. Inga underarter finns listade i Catalogue of Life.